# Joseph-Armand Bombardier
Joseph-Armand Bombardier (Valcourt, Quebec, Canadá, 16 de abril de 1907-Sherbrooke, Quebec, Canadá, 18 de febrero de 1964) fue un inventor y empresario canadiense. Fue el fundador de la compañía homónima y el inventor de la motonieve.

## Biografía
Bombardier creció en una extensa familia de granjeros y comerciantes de la población de Valcourt en la provincia canadiense de Quebec. Era principalmente autodidacta y obtuvo sus conocimientos en ingeniería mecánica a partir de la observación, la lectura y las anotaciones. En 1926 estableció un garaje en donde reparaba automóviles de gasolina, trabajo que alternaba con su afición a las actividades de invierno. En 1937, después de varios años de investigación comienza a producir su primer modelo de máquina para el invierno que tenía una capacidad para siete personas, llamado B-7 y en 1942 produce el B-12.
Después de la Segunda Guerra Mundial, el gobierno de la provincia de Quebec comenzó a realizar la limpieza de la nieve en las carreteras rurales lo cual le quitó mercado a Bombardier. Esta situación le obligó a comenzar a producir otro tipo de maquinaria, dirigida a la industria. En 1958 produce un primer prototipo de motonieve y a partir de 1959 comienza su producción en serie. Murió de cáncer en 1964.

## Homenajes
En 2000, Joseph-Armand Bombardier recibió un homenaje del gobierno de Canadá con su imagen en una estampilla de correo.
En 2004, la Autopista 55 de Quebec recibió el nombre de Autopista Joseph-Armand-Bombardier entre Stanstead y la Autopista 20 (Autopista Jean-Lesage) cerca de Drummondville. El glaciar Bombardier también fue nombrado en su honor. 
Fue incluido en el Salón de la Fama de la Ciencia en Canadá.